# Pizza alla marinara
La pizza alla marinara (chiamata anche pizza marinara o semplicemente la marinara) è una tipica pizza napoletana condita con pomodoro, aglio, origano e olio. È particolarmente apprezzata nell'Italia meridionale, dove risulta la seconda pizza preferita per gusto dopo quella con mozzarella di bufala.

## Storia
Nata tra fine Settecento e inizio Ottocento, si è chiamata "olio e pomodoro" fino agli anni settanta del Novecento, quando le è stato dato il nome di una pizza di inizio Settecento che veniva mangiata dai pescatori al ritorno dalle uscite in barca. A quel tempo il pomodoro non era ancora usato tra le principali pietanze napoletane e la "marinara" era totalmente diversa da quella attuale, perché fatta con acciughe, capperi, origano, olive nere di Gaeta e olio.
Francesco de Bourcard nel 1866 riporta la descrizione dei principali tipi di pizza, ossia quelli che oggi prendono nome di pizza "marinara", pizza "Margherita" e "calzone":
(Francesco de Bourcard, Usi e costumi di Napoli, Vol. II, pag. 124)